# キーズファクトリー
株式会社キーズファクトリー（英: KeysFactory,Inc.）は静岡県静岡市に本社を置くテレビゲーム用周辺機器を製造、販売する日本の企業である。

## 概要
主に任天堂プラットフォーム向けにライセンス製品のゲームアクセサリーを製造・販売している。
「すりぬけアナトウス」などのゲームコンテンツや、パチンコ・パチスロ向けの液晶画像開発も行っている。

## 主な製品
- スクリーンガード
- タッチペンリーシュ
- トランクケース
- すりぬけアナトウス
- 柔の道